# Кунув (Люблінське воєводство)
Кунув (пол. Kunów) — село в Польщі, у гміні Фірлей Любартівського повіту Люблінського воєводства.
Населення — 330 осіб (2011).

## Демографія
Демографічна структура станом на 31 березня 2011 року:
|          | Загалом | Допрацездатний вік | Працездатний вік | Постпрацездатний вік |
| -------- | ------- | ------------------ | ---------------- | -------------------- |
| Чоловіки | 174     | 39                 | 122              | 13                   |
| Жінки    | 156     | 31                 | 77               | 48                   |
| Разом    | 330     | 70                 | 199              | 61                   |